# 스노 체인

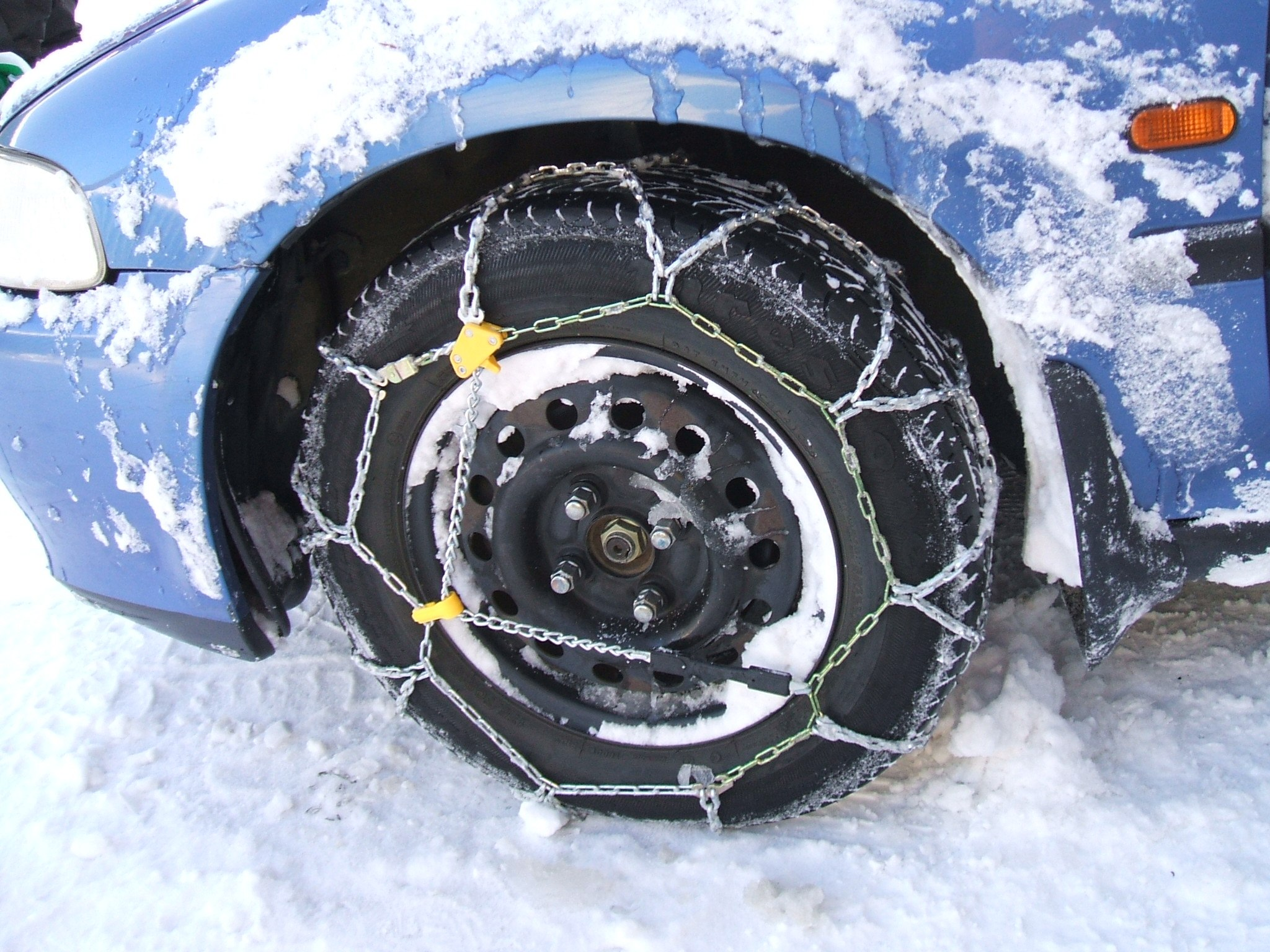
스노 체인

스노 체인(Snow chain) 또는 타이어 체인(Tire chain)은 눈, 빙판 따위에서 미끄러지지 않도록 타이어에 감는 사슬이다.

## 같이 보기
- 크램펀